# Andrew Lloyd Webber
Andrew Lloyd Webber, Baron Lloyd-Webber (sinh ngày 22 tháng 3 năm 1948) là một nhà soạn nhạc và bầu sô nhạc kịch người Anh.
Một số vở nhạc kịch của ông đã được diễn trong quãng thời gian hơn một thập kỷ ở cả West End và Broadway. Ông đã sáng tác 13 vở nhạc kịch, một chu kỳ bài hát, một tập hợp các biến thể âm nhạc, hai nhạc nền phim, và một Requiem Mass bằng tiếng Latin. Một số bài hát của ông đã được ghi nhận rộng rãi và là những hit vượt qua quy mô của những vở nhạc kịch đầu tiên mà nó xuất hiện, đặc biệt là "The Music of the Night" từ The Phantom of the Opera, "I Don't Know How To Love Him" từ Jesus Christ Superstar, "Don't Cry for Me, Argentina" và "You Must Love Me" từ Evita, "Any Dream Will Do" từ Joseph and the Amazing Technicolor Dreamcoat và "Memory" từ Cats.

## Danh sách đĩa nhạc
- The Likes of Us (1965)
- Joseph and the Amazing Technicolor Dreamcoat (1968)
- Jesus Christ Superstar (1970)
- Jeeves (1975)
- Evita (1976)
- Tell Me On A Sunday (1979)
- Cats (1981)
- Song and Dance (1982)
- Starlight Express (1984)
- The Phantom of the Opera (1986)
- Aspects of Love (1989)
- Sunset Boulevard (1993)
- Whistle Down the Wind (1998)
- The Beautiful Game (2000)
- The Woman in White (2004)
- Love Never Dies (2010)
- The Wizard of Oz (2011)
- Stephen Ward (2013)